# Echinotheridion elicolum
Echinotheridion elicolum là một loài nhện trong họ Theridiidae.
Loài này thuộc chi Echinotheridion. Echinotheridion elicolum được Herbert Walter Levi miêu tả năm 1963.